# 山田明 (大蔵官僚)
山田明（やまだ あきら、1924年2月8日 - ）は日本の大蔵官僚。

## 来歴
岡山県出身。京都帝国大学経済学部卒業。岡山県立岡山商業高等学校の教師だった1949年3月 国家公務員試験に合格。同年5月 大蔵省入省。大阪財務局国税調査部第二課配属。1953年11月 敦賀税務署長。1959年7月 東海財務局総務部総務課長。1961年7月 管財局国有財産第三課長補佐。1963年2月 長崎税関総務部長。1964年7月 神戸税関監視部長。1967年8月 大臣官房付。同年10月 総理府内閣総理大臣官房参事官。1969年8月 石油開発公団資金部長。1971年6月 大臣官房参事官。同年7月 大臣官房付。同年10月 退官。1972年12月 オセアニア石油取締役。

## 略歴
- 1949年5月：大蔵省入省。大阪財務局国税調査部第二課配属。
- 1949年6月：大阪国税局調査査察部査察課。
- 1949年7月：大阪国税局調査査察部調査課。
- 1949年10月：大阪国税局調査査察部国税調査官。
- 1950年6月：大阪国税局調査査察部調査第三課。
- 1952年9月：為替局資金課。
- 1953年11月：敦賀税務署長。
- 1955年7月：銀行局検査部管理課長補佐心得。
- 1956年4月：銀行局検査部統括金融検査官付課長補佐心得。
- 1957年1月：銀行局検査部金融検査官 兼 銀行局検査部統括金融検査官付課長補佐。
- 1957年8月：銀行局検査部金融検査官 兼 銀行局検査部金融検査審査官付課長補佐。
- 1958年8月：銀行局特別金融課長補佐。
- 1959年7月：東海財務局総務部総務課長。
- 1961年7月：管財局国有財産第三課長補佐。
- 1963年2月：長崎税関総務部長。
- 1964年7月：神戸税関監視部長。
- 1967年8月：大臣官房付。
- 1967年10月：総理府内閣総理大臣官房参事官。
- 1969年8月：石油開発公団資金部長。
- 1971年6月：大臣官房参事官。
- 1971年7月：大臣官房付。
- 1971年10月：退官。